# Bharuhana
Bharuhana es una ciudad censal situada en el distrito de Mirzapur en el estado de Uttar Pradesh (India). Su población es de 6629 habitantes (2011). 

## Demografía
Según el censo de 2011 la población de Bharuhana era de 6629 habitantes, de los cuales 3531 eran hombres y 3098 eran mujeres. Bharuhana tiene una tasa media de alfabetización del 69,39%, superior a la media estatal del 67,68%: la alfabetización masculina es del 77,17%, y la alfabetización femenina del 60,59%.